# Roque González Garza
Roque González Garza, född den 23 mars 1885 i Saltillo, Coahuila, död 12 november 1962 i Mexico City, mexikansk politiker och revolutionär president 1915.